# Papillocotyle floridana
Papillocotyle floridana är en plattmaskart. Papillocotyle floridana ingår i släktet Papillocotyle och familjen Monocotylidae. Inga underarter finns listade i Catalogue of Life.